# Gregorio Esperón
Gregorio Juan Esperón, indicato da alcune fonti anche con il nome di Iván Esperón (Buenos Aires, 15 febbraio 1917 – Buenos Aires, 30 settembre 2000), è stato un calciatore e allenatore di calcio argentino, di ruolo centrocampista.

## Carriera

### Giocatore
Di ruolo centromediano, fu uno dei migliori giocatori del campionato argentino negli anni 30 e 40 del XX secolo. Arrivò alla Roma fuori condizione e non riuscì a trovare molto spazio in campo.

## Palmarès

### Giocatore

#### Nazionale
- Campeonato Sudamericano de Football: 1

Cile 1941

### Allenatore

#### Competizioni nazionali
- Campionato paraguaiano: 1

Cerro Porteño: 1954